# Computing Sciences Accreditation Board
Computing Sciences Accreditation Board, (CSAB) Inc., è un'organizzazione professionale senza scopo di lucro negli Stati Uniti, incentrata sulla qualità dell'istruzione nelle discipline informatiche.
The Association for Computing Machinery (ACM) e IEEE Computer Society (IEEE – CS) sono le società membro di CSAB. L'Associazione per i sistemi informativi (AIS) era una società membro tra il 2002 e il settembre 2009.CSAB stessa è una società membro di ABET, per supportare l'accreditamento di diverse discipline informatiche (correlate): È leader nel campo dell'informatica, dei sistemi informatici, dell'informatica e dell'ingegneria del software Sta collaborando con altre società associate ABET per l'ingegneria informatica, l'ingegneria dell'informazione e l'ingegneria biologica Chi sta facendo cosa: Per le discipline in cui CSAB è leader, sviluppa i criteri di accreditamento e istruisce i cosiddetti Program Evaluators (PEV). Ma le attività di accreditamento sono condotte dalla commissione di accreditamento ABET appropriata. Per il calcolo questa è la Commissione di accreditamento informatico (CAC).

## Storia
Il Computing Sciences Accreditation Board, Inc. (CSAB) è stato fondato nel 1984, con Taylor L. Booth come primo presidente. Inizialmente, CSAB aveva una propria commissione di accreditamento chiamata Computer Science Accreditation Commission (CSAC). Ma nel novembre 1998 CSAB e ABET hanno accettato di integrare le attività di accreditamento di CSAB all'interno di ABET. Il risultato è che nel 2000 un CSAB riorganizzato è diventato una società membro di ABET [2] e che, a partire dal ciclo 2001-2002, un CSAC fuso e rinominato opera come quarta commissione di ABET: la Computing Accreditation Commission (CAC).